# Thestor stepheni
Thestor stepheni är en fjärilsart som beskrevs av Swanepoel 1968. Thestor stepheni ingår i släktet Thestor och familjen juvelvingar. IUCN kategoriserar arten globalt som sårbar. Inga underarter finns listade i Catalogue of Life.